# Гутництво

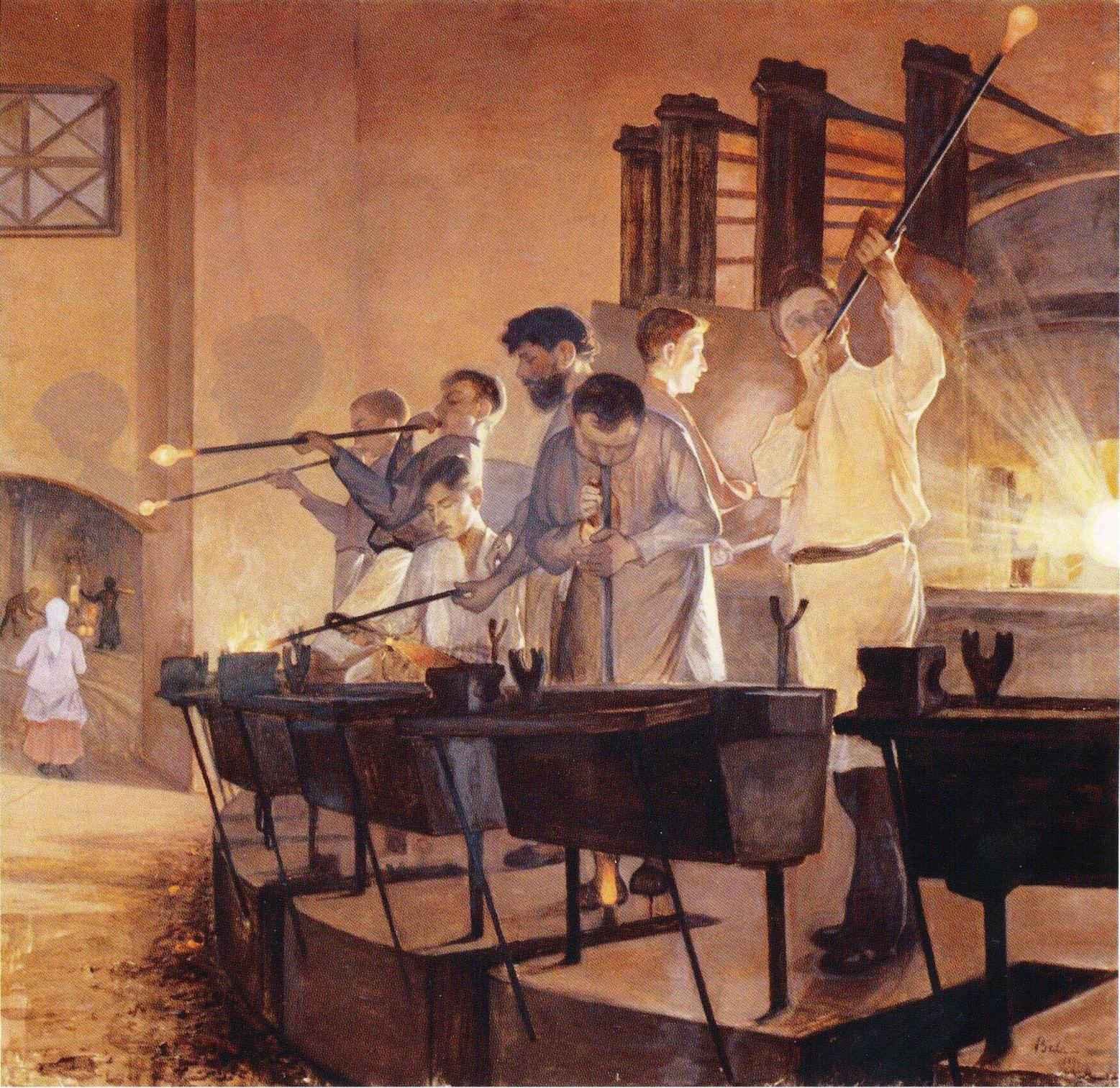
Картина Беди Стєрншанца «Склодуви» є частиною колекції Художнього музею К. Х. Ренлунда в Кокколі.

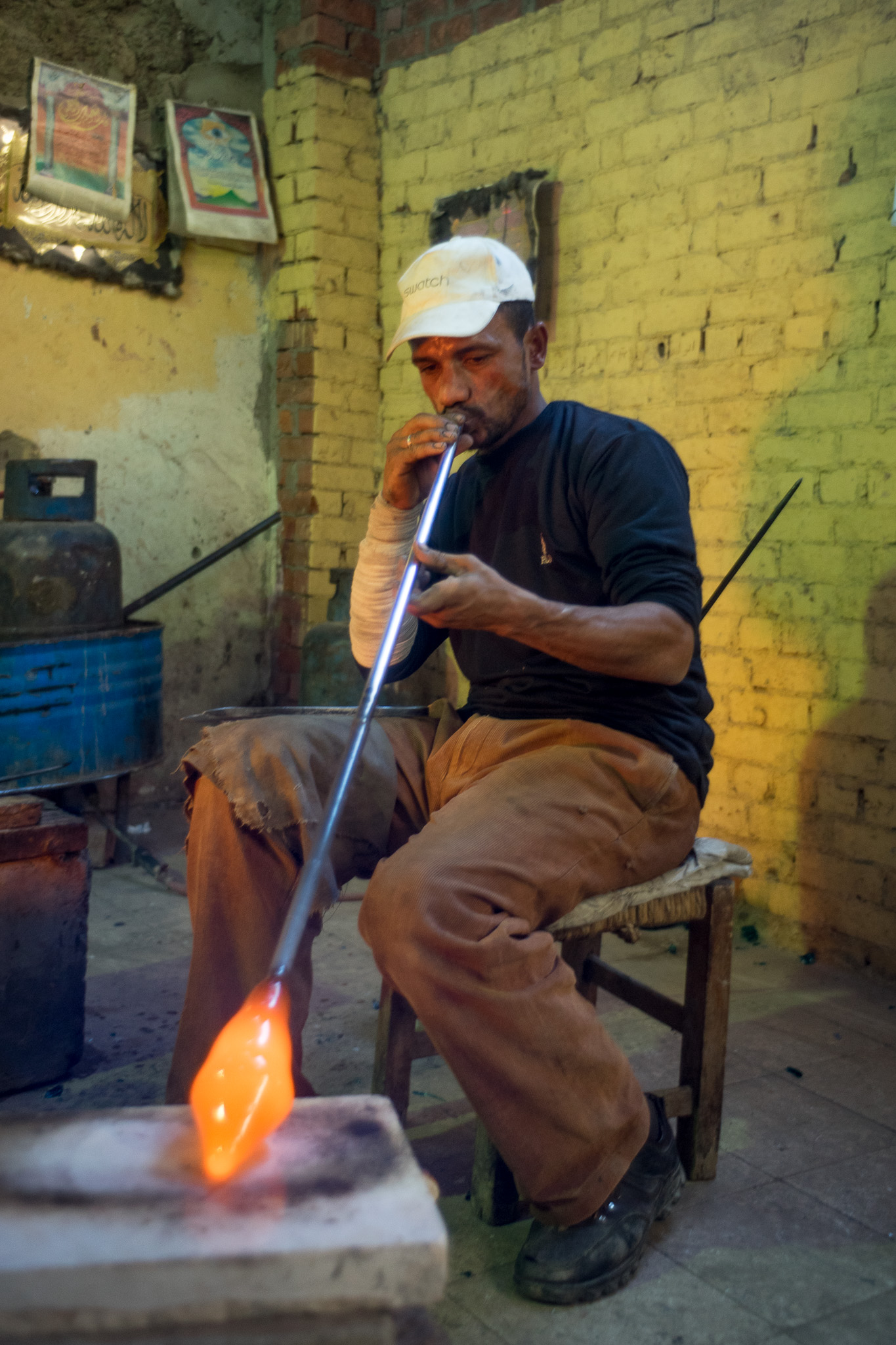
Склодув з Каїру

Гýтництво — виготовлення виробів із скла, що відоме в Україні понад тисячу років. Точний час його виникнення не встановлено, але в скіфських похованнях уже знаходять намиста зі скла із вкраплюванням різнокольорових барвників. У «Слові о полку Ігоревім» згадується виріб із скла — «стекляниця».
Назва ремесла походить від слова «гута» (через пол. huta від давн.в-нім. hutte, hutta — «хата», «халупа», «скляний чи металургійний завод»), яким колись у багатьох країнах Європи називали конусоподібну будівлю зі скловарною піччю.

## Історія
Гутне скло отримували шляхом сплавлювання при високій температурі у великих глиняних горщиках (тиглях) піску, вапняку і поташу. Вироби з гутного скла майстер-склодув створював безпосередньо біля скловарної печі шляхом вільного видування або за допомогою форм. Кожний виріб відзначався індивідуальністю і неповторністю. 
Гутне скло відрізнялося кольором, прозорістю, полиском і чарівною здатністю передавати заломлення, гру світла.

На західноукраїнських землях у XVI ст. були відомі гути в околицях Старого Галича, Белза і Потелича, а на початку XVII ст. — у Підгірцях на Львівщині. У середині XVII ст. існувало близько 20 гут на території Київщини, Полтавщини, Чернігівщини і три гути — на Закарпатті. У XVIII ст. на Чернігівщині працювало понад 120 скловарних майстерень. Спочатку це були невеликі мануфактури з кільканадцятьма робітниками, які поступово розширювали свою діяльність. Українські майстри гутництва збагатили світову спадщину художньої культури унікальною типологічною групою скляних виробів — фігурним посудом для зберігання рідини (XVIII—XIX ст.). Скляні ємності зовнішніми обрисами нагадували ведмедів, баранів, коней, качок тощо. Пластичні форми тварин мали узагальнюючий і гротесковий характер. Його витоки, мабуть, сягали ранньослов'янських культів тварин і птахів, котрі, за віруваннями, забезпечували людям добробут, захищали житло від нещастя.
Значного розвитку цей промисел набуває з початку XVI ст. У XVIII ст .  і на початку  XIX ст. поряд із гутами вже з’являються поміщицькі й магнатські склоробні мануфактури й заводи. Вже на середину XIX ст. гутництво, засноване на ручній праці, починає занепадати. Припинили діяльність дрібні осередки склярства. Великі гути змушені були переходити на виробництво звичайного одноманітного посуду. Поліхромні розписи замінювалися монохромними. Їх виконували переважно білою фарбою. У другій половині століття скляна промисловість остаточно витіснила ручне склоробство.
У першій половині XX ст. скляний посуд та інші вироби виготовляли в Україні на спеціальних заводах. Відродження національних традицій гутництва почалося лише у повоєнний період. Так, у 40—60-х роках у Львові працювали видатні майстри гутництва Петро Маркович Семененко, Мечислав Павловський і Йосип Гуляпський. Вони першими почали відновлювати форми давнього українського гутного посуду, започаткувавши, таким чином, у сучасному склоробстві фольклорний напрям.